# 雪 (童謡)
『雪』（ゆき）は、日本の童謡。文部省唱歌。
作詞は、明治大正期の国定教科書の編纂や文部省唱歌『池の鯉』『案山子』などの作詞も担当した国文学者の武笠三。作曲者は不詳。

## 概要
1911年（明治44年）の『尋常小学唱歌（二）』が初出。2007年（平成19年）に、「日本の歌百選」に選ばれた。
1番と2番を間違えて歌ったり、1番の第2節から2番の第3節につなげて歌ったりする人が多い。

## こんこ
「こんこ」の正確な意味・語源は不明で諸説あるが、「来む」（来い = 降れ）と関係がある言葉と思われている。特に、
1. 「来む来む」（降れ降れ）
2. 「来む此」（ここに降れ）

の2説が有力とされる。「来む来む」説の場合、語源的には本来は「雪やこんこん」となる。これについては、雪やこんこん（補足を参照）の歌詞の最初の部分と一緒になる事を避けたという説がある。国語学者の大野晋によれば「コンコン」はもとは「来ム来ム」であり、「雪よ、もっと降れ降れ」が最初の意味であったとしている。

## 編曲
- 犬の無邪気、猫の憂鬱、心地よい夢 - 秋山さやかの編曲。『おもしろ変奏曲にアレンジ! 〜日本のうた〜』（ヤマハミュージックメディア）に掲載。

## 補足
- 瀧廉太郎作曲、東くめ作詞の幼稚園唱歌（明治34年（1901年）7月出版「幼稚園唱歌」の18曲目）に「雪やこんこん」という曲がある（「こんこ」ではない）が、こちらは別の曲である。こちらは、始めの歌詞は「雪やこんこん あられやこんこん」である。
- グレッグ・アーウィンによる英訳詞「The Snowy Day」が存在し、アーウィン自身の歌唱により1997年4月21日発売のアルバム『ハッピー・チャイルド!〜英語でうたおう　こどものうた　みんなのうた〜』、1999年発売のアルバム『英語でうたう日本の童謡2』（共にビクターエンタテインメントから発売）に収録された。
- 任天堂より発売されたスーパーファミコン用シューティングゲーム『スターフォックス』では、隠しステージ「OUT OF THIS DIMENSION」のボス戦BGMとしてこの曲と「聖者の行進」と「ちょうちょう」をつなげたものが使用されている。
- 2010年、ハウス食品「ウコンの力」（忘年会に篇）のCMで「雪やウコンウコン」という替え歌のCMソングとして起用された。
- 大滝詠一が「多羅尾伴内楽団VOL・1」で「雪やコンコン」としてロックインストにアレッジしシンガーズ・スリーのコーラスを加えた上、エンディングをエルビス・プレスリーにした。
- フジテレビの子供向け番組『じゃじゃじゃじゃ〜ン!』で、町あかりが「歌のお姉さん」として替え歌「ふりやまなくって大変身! 雪」を歌い、2019年発売のアルバム『あかりおねえさんのニコニコへんなうた』に収録された[2]。